# ハンドボールポーランド女子代表
ハンドボールポーランド女子代表は、ポーランドハンドボール連盟(ZPRP)によって編成されるポーランドの女子ハンドボールナショナルチームである。欧州ハンドボール連盟(EHF)に所属する。

## 成績

### 世界選手権
- 1957年：7位
- 1962年：7位
- 1965年：8位
- 1973年：5位
- 1975年：7位
- 1978年：6位
- 1986年：13位
- 1990年：9位
- 1993年：10位
- 1997年：8位
- 1999年：11位
- 2005年：19位
- 2007年：11位
- 2015年：4位
- 2017年：17位

### 欧州選手権
- 1994年：11位
- 1996年：5位
- 1998年：予選敗退
- 2000年：予選敗退
- 2002年：予選敗退
- 2004年：予選敗退
- 2006年：8位
- 2008年：予選敗退
- 2010年：予選敗退
- 2012年：予選敗退